# برکه لاوردشتک
برکه لاور دَشتَک: در شرق روستای کوهیج واقع می‌باشد، و همچنین تزگی یا (تزقی) پشتخه پتنگ PETENG بین راه کوهیج بستک قرار دارد.
در ۱۵ کیلومتری شرق کوهیج فرودگاه بستک واقع است که متأسفانه با اینکه سالها از ساخت آن می‌گذرد، سرویس آن بر قرار نشده‌است.

## چشمه
در دل کوه گاه‌بست به سمت روستای عماده ده، در غاری چشمه‌های آب زلال یی وجود دارد و آبش شیرین به نام (بنِوان) در شکفت گویا کتیبه‌هایی از دوران قبل از اسلام وجود دارد.
در زیر کوه گاه بست به سمت عماده ده و صحرای باغ مزرعه خِن است.
دارای چشمه کوچکی است وچند بته نخل، جمعیت آن ۴
خانوار است، مدرسه دارد تابع بخش مرکزی شهرستان بستک است.
مردمش از نزاد فرامرزانی أند.

## انبارهای کوهستانی
در بعضی از دهات کوهستانی «به ویزه روستای کوهیج» در شمال ده زیر کوه انبارهایی با سنگ برج مانند «شبیه سیلو» می‌ساختند هرکس برای خودش جو و گندم در انبار زیر کوه ذخیره می‌نمود.
اسم این انبارهای سیلو به گویش محلی گِرنِ (GEREN) بود که هنوز نیز آثاری از آنها باقی‌مانده‌است.
از این گونه انبارها در کوه‌های جنوب کوخرد نیز وجود دارد.
در گری‌ها و دوبندها موجود است.
مانند گری امبرو در کوه جنوب و دوبد انبار که واقع است در پشت سد جابر و در غرب دره بست گز.
از این گونه انبارها در کوهای جنوب کوخرد نیز وجود دارد.
در گری، وپا چک‌ها و دوبندها موجود است.
مانند «گری امبرو» در کوه جنوب و دوبند انبار که واقع است در پشت سد جابر و لمبیر ملکی وغرب درواه بست گز.
در گری همبرو انبارهایی متعددی وجود دارد که در سنگ حفر شده‌است ومردم در زمان قدیم جو و گندم در آنها به انبار می‌کردند.
همچنین در دوبند انبار نیز انبار بزرگی وجود دارد که روایت است مردم کوخرد در زمان قدیم وسایل خود در آن، انبار می‌کردند.

## انبارهای کوهستانی در هنگام هرج ومرج
در زمان شورش و هرج و مرج که در آن زمان دزدها مردم را غارت می‌کردند.
مردم کوخرد برای حفاظت از جان ومال خود رو به کوهستان اطراف می‌بردند ولوازم خودشان در دوبند انبار در این انبارها می‌گذاشتند که از شر دزدان در امان باشند.
در کوه‌های جنوب کوخرد ((کوه زیر)) از این گونه انبارها واشکفت‌ها زیاد وجود دارد.
گری به لهجه محلی بَستَکی و کُوخِردی به راهی باریک ما بین دو کوه یا دو تبه گفته می‌شود که در اصل ((گَلُو GALOO)) است.